# George William Allan

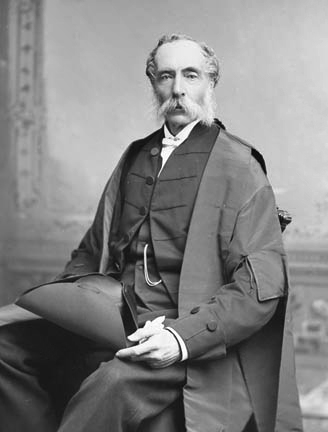
George William Allan

George William Allan PC, FRGS, FZS (* 9. Januar 1822 in York; † 24. Juli 1901 in Toronto) war ein kanadischer Politiker des 19. Jahrhunderts.
Allans Vater William Allan zählte zu den Pionieren, die sich in der Region des heutigen Torontos niederließen. Bereits er war politisch aktiv und übernahm eine Reihe von Ämtern.
George William Allen besuchte das Upper Canada College und leistete seinen Militärdienst im Bank Rifle Corps. Er studierte dann Jurisprudenz. Bevor er sich mit seiner ersten Frau Louisa Maud Robinson endgültig in Toronto niederließ, bereiste er Europa sowie das Nilgebiet, Syrien und das Gebiet des heutigen Israels sowie die Türkei. Aufgrund seiner intensiven Reisen wurde er in die Royal Geographical Society gewählt.
Von 1849 bis 1855 war er Mitglied des Stadtrates von Toronto, bevor man ihn zum 11. Bürgermeister der Stadt wählte. In diese Zeit fällt auch seine intensive Förderung des kanadischen Malers Paul Kane. Er nahm dann eine Reihe von politischen Ämtern im kanadischen Parlament wahr. Er übte dabei auch einen großen Einfluss auf die Entwicklung einer eigenständigen kanadischen Kultur aus. Er übernahm Ämter im Royal Canadian Society, im Ontario Society of Artists, im Toronto Conservatory of Music und im Ontario Historical Society.
Er starb am 24. Juli 1901 in Toronto.

## Einzelbelege
1. ↑   Website mit biografischen Daten zu kanadischen Politikern

| Personendaten    | Personendaten         |
| ---------------- | --------------------- |
| NAME             | Allan, George William |
| KURZBESCHREIBUNG | kanadischer Politiker |
| GEBURTSDATUM     | 9. Januar 1822        |
| GEBURTSORT       | York                  |
| STERBEDATUM      | 24. Juli 1901         |
| STERBEORT        | Toronto               |